# انتولین اورتگا
انتولین اورتگا (انگلیسی: Antolín Ortega؛ زادهٔ ۵ نوامبر ۱۹۵۱) بازیکن فوتبال اهل اسپانیا است.
از باشگاه‌هایی که در آن بازی کرده‌است می‌توان به باشگاه فوتبال رکریتیوو اوئلوا، باشگاه فوتبال رئال بتیس، باشگاه فوتبال رئال مادرید کاستیا، باشگاه فوتبال اوساسونا، و باشگاه فوتبال کادیس اشاره کرد.
وی همچنین در تیم ملی فوتبال زیر ۱۸ سال اسپانیا بازی کرده‌است.